# Thalia Theater

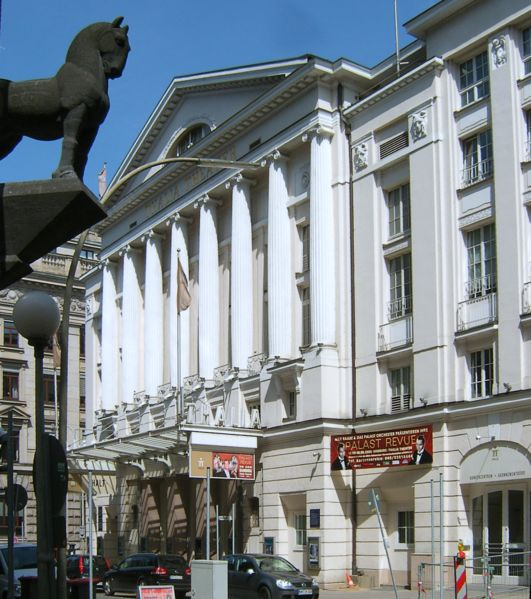
Thalia Theater i Hamburg.

Thalia Theater  är en teater på Raboisen 67 i stadsdelen Altstadt, Hamburg. Teatern grundades 1843 av Charles Maurice Schwartzenberger. Byggnaden har plats för 1000 personer och är uppkallad efter Thalia. Idag har teatern en av Tysklands mest kända ensembler med cirka nio uppsättningar per år. 